# Elmer Bernstein
Ne doit pas être confondu avec le compositeur et chef d'orchestre américain Leonard Bernstein
Pour les articles homonymes, voir Bernstein.
 (mars 2016).
Si vous disposez d'ouvrages ou d'articles de référence ou si vous connaissez des sites web de qualité traitant du thème abordé ici, merci de compléter l'article en donnant les références utiles à sa vérifiabilité et en les liant à la section « Notes et références ».
Elmer Bernstein, né le 4 avril 1922 à New York et mort le 18 août 2004 à Ojai en Californie est un compositeur américain.

## Biographie
Après avoir été notamment le protégé d'Aaron Copland, Elmer Bernstein commence sa carrière de compositeur à la télévision, à la radio et au théâtre au début des années 1950. En 1955, il est remarqué pour sa partition pour le film d'Otto Preminger, L'Homme au bras d'or, où pour la première fois le jazz est introduit comme élément narratif, et non plus comme fond musical[réf. nécessaire]. En 1956, dans un style orchestral radicalement différent, Cecil B. DeMille lui confie la tâche de mettre en musique Les Dix Commandements. Ces deux succès et son éclectisme lui ouvrent dès lors les portes d'Hollywood, où il œuvre aussi bien dans les films historiques et les westerns, que les films intimistes (Le Prisonnier d'Alcatraz, Du silence et des ombres).
Bien que sa partition pour Les Sept Mercenaires soit son œuvre la plus célèbre[réf. nécessaire], il est l'auteur de plus de 250 musiques de films et téléfilms dans des styles variés. Outre le film de guerre (La Grande Évasion, L'Ombre d'un géant ou Le Pont de Remagen), il compose dans le Western, où sa musique est longtemps associée aux chevauchées de John Wayne (Les Comancheros, Les Quatre Fils de Katie Elder, Cent dollars pour un shérif, Le Dernier des géants).
En 1968, il remporte (ce qui restera son seul et unique) Oscar de la meilleure musique pour le film de George Roy Hill, Millie.
À la fin des années 1970, sa carrière prend un virage vers la comédie, où ses mélodies dramatiques se fondent dans l'univers de American College de John Landis en 1978, et surtout d'Y a-t-il un pilote dans l'avion ? en 1980 du trio ZAZ. Sa collaboration avec John Landis se poursuit sur cinq autres films dont The Blues Brothers en 1980, Le Loup-Garou de Londres en 1981 ou Un fauteuil pour deux en 1983.
Après le succès de SOS Fantômes en 1984 et par crainte de rester prisonnier de ce genre de films, il s'oriente peu à peu vers des œuvres plus sérieuses et intimistes comme My Left Foot en 1989 ou Les Arnaqueurs en 1990.
En 1991, Martin Scorsese lui confie la musique du remake de Les Nerfs à vif, où Elmer Bernstein rend un hommage appuyé à son confrère et ami Bernard Herrmann en adaptant fidèlement l'œuvre composée par ce dernier pour le film original de 1962 (en insérant également quelques passages de la partition rejetée d'Herrmann pour le film d'Hitchcock Le Rideau déchiré). Grâce encore à Martin Scorsese, il obtient une nomination à l'Oscar de la meilleure musique en 1994 pour sa partition du Temps de l'innocence. Une de ses dernières compositions est pour le film de Todd Haynes, Loin du Paradis en 2002, qui fait figure d'œuvre-testament en forme d'hommage à la musique du « Golden Age ».[réf. nécessaire]

## Filmographie

### Cinéma

#### Années 1950
- 1951 : Saturday's Hero de David Miller
- 1952 : Vocation secrète (Boots Malone) de William Dieterle
- 1952 : Never Wave at a WAC de Norman Z. McLeod
- 1952 : Le Masque arraché (Sudden fear) de David Miller
- 1952 : Battles of Chief Pontiac de Felix E. Feist
- 1953 : Robot Monster de Phil Tucker
- 1953 : Cat-Women of the Moon d'Arthur Hilton
- 1954 : Miss Robin Crusoe d'Eugene Frenke
- 1954 : Ultime Sursis (Make Haste to Live) de William A. Seiter
- 1954 : Silent Raiders de Richard Bartlett (en)
- 1955 : Pavillon de combat (The Eternal Sea) de John H. Auer
- 1955 : Le Train du dernier retour (The View from Pompey's Head) de Philip Dunne
- 1955 : L'Homme au bras d'or (The Man with the Golden Arm) d'Otto Preminger
- 1955 : Storm Fear de Cornel Wilde
- 1955 : It's a Dog's Life de Herman Hoffman
- 1956 : Les Dix Commandements (The Ten Commandments) de Cecil B. DeMille
- 1957 : Cote 465 (Men in War) d'Anthony Mann
- 1957 : Prisonnier de la peur (Fear Strikes Out) de Robert Mulligan
- 1957 : Le Grand Chantage (Sweet Smell of Success) d'Alexander Mackendrick
- 1957 : Le Pays de la haine (en) (Drango) de Hall Bartlett et Jules Bricken
- 1957 : Du sang dans le désert (The Tin Star) d'Anthony Mann
- 1958 : Désir sous les ormes (Desire Under the Elms) de Delbert Mann
- 1958 : Libre comme le vent (Saddle the Wind) de Robert Parrish
- 1958 : Les Diables au soleil (Kings Go Forth) de Delmer Daves
- 1958 : Le Petit Arpent du bon Dieu (God's Little Acre) d'Anthony Mann
- 1958 : Les Boucaniers (The Buccaneer) d'Anthony Quinn
- 1958 : Comme un torrent (Some Came Running) de Vincente Minnelli
- 1959 : Anna Lucasta d'Arnold Laven
- 1959 : Quand la terre brûle (The Miracle) d'Irving Rapper
- 1959 : Du sang en première page (The Story on page one) de Clifford Odets

#### Années 1960
- 1960 : Les Pièges de Broadway (The Rat Race) de Robert Mulligan
- 1960 : Du haut de la terrasse (From the terrace) de Mark Robson
- 1960 : Les Sept Mercenaires (The Magnificent Seven) de John Sturges
- 1961 : Par l'amour possédé (By Love Possessed) de John Sturges
- 1961 : Les Blouses blanches (The Young Doctors) de Phil Karlson
- 1961 : Les Comancheros (The Comancheros) de Michael Curtiz
- 1961 : Eté et fumées (Summer and smoke) de Peter Glenville
- 1962 : La Rue chaude (Walk on the Wild Side) d'Edward Dmytryk
- 1962 : Le Prisonnier d'Alcatraz (Birdman of Alcatraz) de John Frankenheimer
- 1962 : Du silence et des ombres (To Kill a Mockingbird) de Robert Mulligan
- 1962 : Citoyen de nulle part (A Girl Named Tamiko) de John Sturges
- 1963 : Le Plus sauvage d'entre tous (Hud) de Martin Ritt
- 1963 : La Grande Évasion (The Great Escape) de John Sturges
- 1963 : La Cage aux femmes (The Caretakers) de Hall Bartlett
- 1963 : Massacre pour un fauve (Rampage) de Phil Karlson
- 1963 : Une certaine rencontre de Robert Mulligan
- 1963 : Les Rois du soleil (Kings of the Sun) de J. Lee Thompson
- 1964 : Le Sillage de la violence de Robert Mulligan
- 1964 : Deux copines, un séducteur (The World of Henry Orient) de George Roy Hill
- 1964 : Les Ambitieux (The Carpetbaggers) d'Edward Dmytryk
- 1965 : Sur la piste de la grande caravane (The Hallelujah Trail) de John Sturges
- 1965 : Les Quatre fils de Katie Elder (The Sons of Katie Elder) d'Henry Hathaway
- 1965 : La Récompense (The Reward) de Serge Bourguignon
- 1965 : Frontière chinoise (7 Women) de John Ford
- 1966 : L'Ombre d'un géant (Cast a Giant Shadow) de Melville Shavelson
- 1966 : Matt Helm, agent très spécial (The Silencers) de Phil Karlson
- 1966 : Hawaï (Hawaii), de George Roy Hill
- 1966 : Le Retour des sept (Return of the Seven) de Burt Kennedy
- 1967 : Millie (Thoroughly Modern Millie) de George Roy Hill
- 1968 : Les Chasseurs de scalps (The Scalphunters) de Sydney Pollack
- 1968 : Le Baiser papillon (I Love You, Alice B. Toklas!) de Hy Averback
- 1969 : Une combine en or (Midas Run) d'Alf Kjellin
- 1969 : Les Colts des sept mercenaires (Guns of the Magnificent Seven) de Paul Wendkos
- 1969 : Le Pont de Remagen (The Bridge at Remagen) de John Guillermin
- 1969 : Les parachutistes arrivent (The Gypsy Moths) de John Frankenheimer
- 1969 : Cent dollars pour un shérif (True Grit) d'Henry Hathaway

#### Années 1970
- 1970 : On n'achète pas le silence (The Liberation of L.B. Jones) de William Wyler
- 1970 : La Pluie de printemps (Walk in the Spring Rain) de Guy Green
- 1970 : Les Canons de Cordoba (Cannon for Cordoba) de Paul Wendkos
- 1971 : Femmes de médecins (Doctors' Wives) de 	George Schaefer
- 1971 : Big Jake de George Sherman
- 1971 : Terreur aveugle (Blind Terror) de Richard Fleischer
- 1972 : The Amazing Mr. Blunden de Lionel Jeffries
- 1972 : La Chevauchée des sept mercenaires (The Magnificent Seven Ride!) de George McCowan
- 1973 : Nightmare Honeymoon d'Elliot Silverstein
- 1973 : Les Cordes de la potence (Cahill U.S. Marshal) d'Andrew V. McLaglen
- 1974 : Un silencieux au bout du canon (McQ) de John Sturges
- 1974 : Gold de Peter Hunt
- 1974 : The Trial of Billy Jack de Tom Laughlin
- 1975 : The Old Curiosity Shop
- 1975 : Rapport confidentiel (Report to the Commissioner) de Milton Katselas
- 1976 : C'est arrivé entre midi et trois heures (From Noon till Three) de Frank D. Gilroy
- 1976 : Le Dernier des géants (The Shootist) de Don Siegel
- 1976 : The Incredible Sarah de Richard Fleischer
- 1977 : Billy Jack Goes to Washington de Tom Laughlin
- 1978 : American College (Animal House) de John Landis
- 1978 : Les Chaînes du sang (Bloodbrothers) de Richard Brooks
- 1979 : L'Ultime Attaque (Zulu Dawn) de Douglas Hickox
- 1979 : The Great Santini de Lewis John Carlino
- 1979 : Arrête de ramer, t'es sur le sable (Meatballs) d'Ivan Reitman

#### Années 1980
- 1980 : The Blues Brothers de John Landis
- 1980 : Saturn 3 de Stanley Donen
- 1980 : Y a-t-il un pilote dans l'avion ? (Airplane!) de Jim Abrahams, Jerry Zucker et David Zucker
- 1981 : Honky Tonk Freeway de John Schlesinger
- 1981 : Going Ape! de Jeremy Joe Kronsberg (en)
- 1981 : Les Bleus (Stripes) d'Ivan Reitman
- 1981 : Métal hurlant (Heavy Metal) de Gerald Potterton
- 1981 : Le Loup-garou de Londres (An American Werewolf in London) de John Landis
- 1981 : L'Élu (The Chosen) de Jeremy Paul Kagan
- 1982 : Cinq jours ce printemps-là (Five Days One Summer) de Fred Zinnemann
- 1982 : Y a-t-il enfin un pilote dans l'avion ? (Airplane II: The Sequel) de Ken Finkleman (Reprise des thèmes d'Elmer Bernstein adaptés par Richard Hazard)
- 1983 : Le Guerrier de l'espace (Spacehunter: Adventures in the Forbidden Zone) de Lamont Johnson
- 1983 : Un fauteuil pour deux (Trading Places) de John Landis
- 1983 : Class de Lewis John Carlino
- 1984 : SOS Fantômes (Ghostbusters) d'Ivan Reitman
- 1985 : Mary Ward (de) d'Angelika Weber
- 1985 : Taram et le Chaudron magique (The Black Cauldron) de Ted Berman et Richard Rich
- 1985 : Drôles d'espions (Spies Like Us) de John Landis
- 1985 : Prince Jack (en) de Bert Lovitt
- 1986 : L'Affaire Chelsea Deardon (Legal Eagles) d'Ivan Reitman
- 1986 : Trois Amigos! : (Three amigos!) de John Landis
- 1987 : La Force du silence (Amazing Grace and Chuck) de Mike Newell
- 1987 : Leonard Part 6 de Paul Weiland
- 1988 : Da de Matt Clark
- 1988 : Funny Farm de George Roy Hill
- 1988 : Le Prix de la passion (The Good Mother) de Leonard Nimoy
- 1989 : Slipstream : Le Souffle du futur (Slipstream) de Steven Lisberger
- 1989 : My Left Foot: L'histoire de Christy Brown (My Left Foot) de Jim Sheridan

#### Années 1990
- 1990 : One Day in Dallas de Gregory Bernstein
- 1990 : The Field de Jim Sheridan
- 1990 : Les Arnaqueurs (The Grifters) de Stephen Frears
- 1991 : Les Nerfs à vif (Cape Fear) de Martin Scorsese (Adaptation et direction d'orchestre)
- 1991 : L'embrouille est dans le sac (Oscar) de John Landis
- 1991 : Rage in Harlem (A Rage in Harlem) de Bill Duke
- 1991 : Rambling Rose de Martha Coolidge
- 1992 : The Babe d'Arthur Hiller
- 1993 : Les Veuves joyeuses (The Cemetery Club) de Bill Duke
- 1993 : Mad Dog and Glory de John McNaughton
- 1993 : Lost in Yonkers de Martha Coolidge
- 1993 : Le Temps de l'innocence (The Age of Innocence) de Martin Scorsese
- 1993 : Le Bon fils (The Good Son) de Joseph Ruben
- 1995 : Un ménage explosif (Roommates) de Peter Yates
- 1995 : Search and Destroy : En plein cauchemar (Search and Destroy) de David Salle
- 1995 : Canadian Bacon de Michael Moore
- 1995 : Le Diable en robe bleue (Devil in a Blue Dress) de Carl Franklin
- 1995 : Frankie Starlight de Michael Lindsay-Hogg
- 1996 : À l'épreuve des balles (Bulletproof) d'Ernest R. Dickerson
- 1997 : Mon copain Buddy (Buddy) de Caroline Thompson
- 1997 : Les Seigneurs de Harlem (Hoodlum) de Bill Duke
- 1997 : L'Idéaliste (The Rainmaker) de Francis Ford Coppola
- 1998 : L'Heure magique (Twilight) de Robert Benton
- 1999 : Aussi profond que l'océan (The Deep End of the Ocean) d'Ulu Grosbard
- 1999 : Wild Wild West de Barry Sonnenfeld
- 1999 : À tombeau ouvert (Bringing Out the Dead) de Martin Scorsese

#### Années 2000
- 2000 : Au nom d'Anna (Keeping the Faith) d'Edward Norton
- 2002 : Loin du paradis (Far from Heaven) de Todd Haynes

### Télévision
- 1955 : Gunsmoke (Gunsmoke) (série TV)
- 1956 : The Naked Eye de Louis Clyde Stoumen (documentaire)
- 1959 : The Race for Space
- 1959 : Johnny Staccato (Johnny Staccato) (série TV)
- 1961 : Hollywood: The Golden Years
- 1963 : The Making of the President 1960 de Mel Stuart (documentaire)
- 1963 : Hollywood and the Stars (série TV)
- 1964 : Four Days in November de Mel Stuart (documentaire)
- 1965 : Time-Life Specials: The March of Time (série TV)
- 1965 : La Grande Vallée (The Big Valley) (série TV)
- 1970 : Kifaru... The Black Rhino d'Irwin Rosten (documentaire)
- 1971 : Owen Marshall, Counselor at Law (en)
- 1971 : Appointment with Destiny: The Last Days of John Dillinger
- 1972 : The Rookies
- 1973 : Incident on a Dark Street (en), téléfilm de Buzz Kulik
- 1973 : The Crucifixion of Jesus
- 1974 : Men of the Dragon
- 1975 : Ellery Queen, à plume et à sang (Ellery Queen) (série TV)
- 1976 : Serpico: The Deadly Game
- 1977 : Seventh Avenue (feuilleton TV)
- 1977 : La Course contre la mort (en) (The 3,000 Mile Chase)
- 1978 : Les Quatre Filles du docteur March (Little Women)
- 1979 : Charleston
- 1979 : Delta House (série TV)
- 1979 : The Chisholms (feuilleton TV)
- 1980 : Guyana Tragedy: The Story of Jim Jones
- 1980 : This Year's Blonde (en)
- 1981 : Today's F.B.I. (en)
- 1981 : Genocide d'Arnold Schwartzman (documentaire)
- 1985 : Gulag
- 1995 : Un voyage avec Martin Scorsese à travers le cinéma américain (A Personal Journey with Martin Scorsese Through American Movies)
- 1999 : Dorothy Dandridge (Introducing Dorothy Dandridge)
- 2004 : Cecil B. DeMille: American Epic

### Courts métrages
Tous les courts-métrages suivant ont été réalisés par Charles Eames et Ray Eames.
- 1953 : A Communications Primer
- 1954 : S-73
- 1955 : House: After Five Years of Living
- 1956 : Eames Lounge Chair
- 1957 : The Information Machine
- 1959 : Glimpses of the USA
- 1959 : Toccata for Toy Trains
- 1960 : Introduction to Feedback
- 1960 : The Fabulous Fifties
- 1962 : San Francisco Fire
- 1964 : House of Science
- 1965 : The Smithsonian Institute
- 1965 : IBM Puppet Shows
- 1965 : Westinghouse in Alphabetical Order
- 1965 : IBM at the Fair
- 1965 : View from the People Wall
- 1965 : Sherlock Holmes in the Singular Case of the Plural Green Mustache
- 1968 : A Computer Glossary
- 1968 : A Rough Sketch for a Proposed Film Dealing with the Powers of Ten and the Relative Size of Things in the Universe
- 1969 : Tops
- 1972 : SX-70
- 1971 : The Tell-Tale Heart de Steve Carver
- 1971 : Computer Landscape
- 1972 : Computer Perspective
- 1973 : Copernicus
- 1976 : The Look of America
- 1977 : Daumier: Paris and the Spectator
- 1977 : The Worlds of Franklin and Jefferson
- 1975 : Metropolitan Overview
- 1977 : Polavision
- 1977 : Powers of Ten
- 1978 : Cézanne
- 1978 : Vignettes for Polavision: The Chase
- 1978 : Art Game
- 1978 : Degas in the Metropolitan
- 1979 : A Report on the IBM Exhibition Center d'Eames Demetrios

### Comme acteur
- 1960 : Les Pièges de Broadway (The Rat Race) de Robert Mulligan : Membre du jazz quartet
- 1976 : C'est arrivé entre midi et trois heures (From Noon Till Three) de Frank D. Gilroy : Le compositeur

## Distinctions
- Golden Globe de la meilleure musique de film en 1963 pour Du silence et des ombres
- Golden Globe de la meilleure musique de film en 1967 pour Hawaii
- Oscar de la meilleure musique de film en 1968 pour Millie
- Prix d'honneur pour l'ensemble de sa carrière aux World Soundtrack Awards 2001